# Бентесикима
Бентесикима је у грчкој митологији била кћерка Посејдона и Амфитрите, Тритонова и Родина сестра.

## Етимологија
Бентесикима је највероватније била божанство таласа, јер њено име значи „талас из дубина“. Настало је из грчких речи benthos, бентос, дубина и kyma, талас.

## Митологија
Била је нимфа халијада у Етиопији. Била је супруга првог етиопског владара Енала. Могуће да је била повезана са Тритонидом, богињом истоименог језера у Либији. Заправо, назив Етиопија је често коришћена како би се описао читав афрички континент и ако је то случај, њен супруг Енал би био либијски бог Тритон. Аполодор је помињао да је Бентесикима имала две кћерке, што је важило и за Тритониду, чије су кћерке биле Палада и либијска Атена.
Посејдон је Бентесикими био поверио свог сина Еумолпа на чување. Она га је однеговала и касније оженила једном од својих кћерки, али је он напаствовао другу, па га је Бентесикима протерала у Тракију.

## Тумачење
Према Роберту Гревсу, Амфитритина деца су она сама у тројству; Рода је пун жетвени месец, Тритон је срећни нови месец, а Бентесикима опасни стари месец.